# 종로산업정보학교
종로산업정보학교는 서울특별시 종로구 숭인동에 위치한, 직업교육을 원하는 서울특별시 소재 일반고등학교에 재학 중인 학생을 대상으로 3학년 때 직업위탁교육을 하는 각종학교이다.

## 학교 연혁
- 1991년 5월 13일: 개교
- 1990. 11. 10. 서울 특별시 조례 제 2661호 종로산업학교 전자과 외 6개과 24학급 설립인가(전자과, 전산 이용 설계과, 상업 미술과, 사진과, 자동차 정비과, 정보 처리과, 전기 설비과)
- 1990. 11. 14. 송종범 초대 교장 부임
- 1991. 3. 13. 마포구 공덕동 소재 경서 중학교 내 임시 교사에서 제 1회 입교식
- 1992. 1. 17. 종로구 숭인동 242 번지로 이전
- 1992. 2. 7. 제 1회 수료식(727명)
- 1992. 3. 6. 제 2회 입교식
- 1992. 9. 1. 제 2대 최창균 교장 부임
- 1993. 2. 9. 제 2회 수료식(1,042명)
- 1993. 3. 6. 제 3회 입교식
- 1994. 2. 7. 제 3회 수료식(1,043명)
- 1995. 2. 7. 제 4회 수료식(954명)
- 1996. 2. 8. 제 5회 수료식(554명)
- 1996. 3. 1. 제 3대 탁준과 교장 취임
- 1997. 2. 5. 제 6회 수료식(519명)
- 1998. 2. 6. 제 7회 수료식(436명)
- 1998. 3. 1. ∼ 1999. 2. 28. 서울특별시교육청지정 공업교육 시범학교 운영(1년)
- 1998. 3. 5. 제 8회 입교식(기계 CAD 코스 외 8개 코스 520명)(기계 CAD, 전자 CAD, 건축 CAD, 토목 CAD, 정보처리, 사무자동화, 일어관광통역, 자동차 정비, 상업미술)
- 1998. 9. 1. 제 4대 김이섭 교장 취임
- 1999. 2. 5. 제 8회 수료식(기계 CAD 코스 외 8개 코스 468명)
- 1999. 3. 5. 제 9회 입교식(기계 CAD 코스 외 6개 코스 520명)(기계 CAD, 전자 CAD, 건축 CAD, 토목 CAD, 정보처리, 정보응용, 일어관광통역)
- 1999. 9. 1. 제 5대 제선억 교장 취임
- 2000. 2. 9. 제 9회 수료식 (기계 CAD 코스 외 6개 코스 393명)
- 2000. 3. 7. 제 10회 입교식(기계 CAD 코스 외 5개 코스 450명)(기계 CAD, 건축 CAD, 도시계획 CAD, 정보처리, 사이버미디어통신, 일어관광통역)
- 2000. 9. 1. 제 6대 박용한 교장 취임
- 2001. 2. 14. 제 10회 수료식(기계 CAD 코스 외 5개 코스 425명)
- 2001. 3. 1. ∼ 2003. 2. 28. 서울특별시교육청지정 직업교육 시범학교운영(2년)
- 2001. 3. 30. 제 11회 입교식(멀티CAD/CAM 코스 외 5개 코스 450명)(멀티 CAD/CAM, 사이버건축 CAD, 도시계획 CAD, 웹마스터, 사이버미디어통신, 일어관광 통역)
- 2002. 2. 5. 제 11회 수료식(425명)
- 2002. 3. 1. 종로산업정보학교로 학교명 개명
- 2002. 3. 5. 제 12회 입교식(멀티CAD/CAM 코스 외 5개 코스 431명)(멀티 CAD/CAM, 사이버건축 CAD, 지리정보·CAD, 웹마스터, 멀티미디어통신, 일어관광 통역)
- 2002. 9. 1. 제 7대 이태선 교장 취임
- 2003. 2. 7. 제 12회 수료식(398명)
- 2003. 3. 4. 제 13회 입교식(멀티CAD/CAM 코스 외 6개 코스 461명)(멀티 CAD/CAM, 3D건축 CAD, 인테리어모델링, GIS/CAD, 웹마스터, 멀티미디어통신, 일어관광 통역)
- 2004. 2. 6. 제 13회 수료식(415명)
- 2004. 3. 3. 제 14회 입교식(컴퓨터 응용설계 코스 외 7개 토스 352명)(컴퓨터 응용설계, CAD/CAM, 건축설계 인테리어 모델링, 웹마스터, 웹 호스팅, 웹마케터, 일어관광통역)
- 2004. 9. 1. 제 8대 이명하 교장 취임
- 2006. 3. 1. 웹마스터과 폐과/조리, 중국어관광통역과 신설
- 2006. 9. 1. 제9대 김휘권 교장 취임
- 2006. 12. 31. 전국 100대 교육과정 운영 편성 우수학교 선정
- 2007. 1. 24. 제 16회 수료식(338명)
- 2007. 3. 1. 제 10대 정영수교장 취임
- 2007. 3. 1. 컴퓨터응용설계, 멀티미디어과 폐과/그래픽디자인과 신설
- 2008. 1. 31. 제 17회 수료식(351명)
- 2008. 3. 1. ∼ 2010. 2. 28. 서울특별시교육청지정 직업교육 시범학교운영(2년)
- 2008. 3. 1. 미용예술과 신설
- 2008. 9. 1. 제 11대 최길호 교장 취임
- 2009. 1. 22. 제 18회 수료식(370명)
- 2009. 3. 1. 건축디자인, 인테리어모델링과 폐과 / 인테리어디자인과 신설
- 2010. 1. 28. 제 19회 수료식(365명)
- 2010. 12. 13. 제 12대 김철환 교장 취임
- 2011. 1. 28. 제 20회 수료식(397명)
- 2011. 3. 1. CAD/CAM, 웹호스팅 폐과 / 시각디자인, 컴퓨터보안, 로봇자동화 개편
- 2012. 1. 20. 제 21회 수료식(393명)
- 2013. 3. 1. 인테리어디자인, 로봇자동화 폐과/건축디자인, 중국어관광통역 개편/ 조리(30명) 증설
- 2013. 2. 1. 제 22회 수료식(377명)
- 2014. 1. 24. 제 23회 수료식(440명)
- 2014. 3. 1. 제과제빵 신설
- 2015. 1. 30. 제 24회 수료식(438명)
- 2015. 3. 1. 제 13대 조중기 교장 취임
- 2015. 3. 3. 제 25회 입교식(위탁교육 16학급)
- 2016. 1. 29. 제 25회 수료식(403명)
- 2016. 3. 1. 2학년 직업위탁 조기연계 과정 신설(DIY공방, 디저트쿠킹 3학년 스포츠문화(30명), 관광서비스(30명)학과 개설 건축디자인, 시각디자인, 메카트로닉스, 컴퓨터정보 폐과 공간디자인, 건축인테리어, 비주얼아트디자인, 3D모델링 가공, 스마트IT, 관광중국어 개편
- 2016. 3. 1. ∼ 2018. 2. 28. 서울특별시교육청지정 교육과정 정책 연구학교 운영(2년)
- 2016. 3. 3. 제 26회 입교식(위탁교육 20학급)
- 2017. 1. 25. 제 26회 수료식(481명)
- 2017. 3. 1. 건축인테리어 통합개편 / 전기, 포장디자인, 정보컴퓨터, 골프서비스 개설 공간디자인, 3D모델링 가공, 비주얼아트디자인, 스마트IT, 스포츠문화(골프산업)폐과 컴퓨터보안(26명) 증설
- 2017. 3. 3. 제 27회 입교식(위탁교육 20학급)
- 2018. 1. 26. 제 27회 수료식(493명)
- 2018. 3. 6. 제 28회 입교식(위탁교육 20학급)
- 2019. 1. 25. 제 28회 수료식(461명)
- 2019. 3. 1. 2학년 직업위탁 조기연계과정 폐과(DIY 공방, 디저트·쿠킹) 3학년 관광서비스과(26명), 제과제빵과(26명) 증설, 가구제작과(26명) 개설
- 2019. 3. 5. 제 29회 입교식(위탁교육 20학급 455명)
- 2020. 1. 2. 제 29회 수료식(426명)
- 2020. 3. 1. 건축인테리어과(44명), 전기과(22명), 가구제작과(22명), 정보컴퓨터과(22명) 컴퓨터보안과(44명), 일본어관광통역과(44명), 관광중국어과(22명), 관광서비스과(44명), 골프캐디과(22명), 미용예술과(66명), 조리과(44명), 제과제빵과(44명) 학급인원 변경
- 2020. 3. 3. 제 30회 입교식 (코로나 19로 인하여 입교식을 2020. 4. 10. 변경 위탁교육 20학급 346명)
- 2021. 1. 14. 제 30회 수료식(328명)
- 2021. 3. 3. 제 31회 입교식 (위탁교육 20학급 376명)
- 2021. 7. 6. 학과개편승인 관광서비스(20명), 항공서비스(20명), 뷰티아트(60명), 관광일본어(44명) 2022학년도부터 적용 13개과 20학급
- 2021. 12. 31. 제 31회 수료식(356명)
- 2022. 3. 1. 제 14대 조용수 교장 취임
- 2022. 3. 3. 제 32회 입교식(위탁교육 20학급, 302명)
- 2022. 6. 22. 학과개편승인 웹툰만화콘텐츠(20명), 인공지능컴퓨터(20명), 건축인테리어, 뷰티아트, 컴퓨터보안 각 1반 감축, 2023학년도 부터 적용 15학과 19학급

## 2024학년도 개설 과
- 건축인터리어과 18명
- AI전기과 18명
- 웹툰만화콘텐츠과 20명
- 미디어크리에이터과 20명
- 컴퓨터보안과 18명
- AI컴퓨터과 20명
- 관광일본어과 36명
- 관광중국어과 18명
- 관광서비스 20명
- 항공서비스 18명
- 레저스포츠과 18명
- 방송연예과 18명
- 뷰티아트과 36명
- 조리과 36명
- 제과제빵과 36명

총 15과 19학급 350명

## 참고 자료
- 종로산업정보학교 - 한국교육학술정보원 학교알리미